# Levetiracetam
Levetiracetam ist ein Arzneistoff aus der Gruppe der Antiepileptika, ein Ethyl-Derivat von Piracetam. Er wurde durch die belgische Firma UCB S.A. entwickelt und im Jahr 1985 patentiert. Er ist außerhalb Deutschlands unter dem Handelsnamen Keppra® erhältlich. Seit März 2011 wird er auch als Generikum angeboten.
Es wird nicht in der Leber verstoffwechselt und kaum an Plasmaproteine gebunden.

## Zulassung
Levetiracetam darf in Monotherapie bei fokalen Anfällen mit oder ohne sekundäre Generalisierung ab 16 Jahren verordnet werden. In Zusatzmedikation darf diese Substanz bei fokalen Anfällen ab einem Alter von einem Monat gegeben werden. Zudem sind die juvenile myoklonische Epilepsie (Janz-Syndrom) ab 12 Jahren und primär generalisierte tonisch-klonische Anfälle im Rahmen einer idiopathisch generalisierten Epilepsie in Zusatztherapie zugelassen worden.

## Metabolismus
Die Substanz wird kaum in der Leber verstoffwechselt. Es gibt einen inaktiven Haupt-Metaboliten, der durch Hydrolyse im Gewebe gebildet wird.
Durch den fehlenden Lebermetabolismus kann der Arzneistoff mit allen anderen Antiepileptika kombiniert werden, ohne dass diese sich gegenseitig beeinflussen. Es sind allerdings synergistische Wechselwirkungen mit Lacosamid bekannt.

## Dosierung
Die empfohlene Dosis wird auf zwei Tagesdosen verteilt. Eine Steigerung ist alle zwei Wochen möglich. Bei Patienten mit verminderter Nierenleistung  (insbesondere bei älteren Patienten) sollte die Dosis reduziert werden.

## Wirkung
Der Wirkungsmechanismus beruht auf der Bindung an das Vesikelprotein SV2A, was eine verminderte Freisetzung von Glutamat aus dem präsynaptischen Vesikel zur Folge hat.
In-vitro-Studien zeigen, dass Levetiracetam die intraneuronalen Ca2+-Spiegel beeinflusst, indem der durch N-Typ-Kanäle vermittelte Ca2+-Strom partiell inhibiert sowie die Freisetzung von Ca2+ aus intraneuronalen Speichern vermindert wird. Weiterhin kehrt es partiell die Reduktion der GABA- und Glycin-gesteuerten Ströme um, die durch Zink und β-Carboline induziert wird.

## Nebenwirkungen
Der Wirkstoff Levetiracetam zeichnet sich durch gute Verträglichkeit aus. Durch plötzliches Absetzen des Medikamentes können, wie bei allen Antiepileptika, epileptische Anfälle provoziert werden. Deshalb muss es durch langsame Dosisreduktion ausgeschlichen werden.
Nebenwirkungen, die sehr häufig (≥10 %) beobachtet wurden:
- Asthenie (Schwächegefühl) und Schwindel
- Somnolenz (Schläfrigkeit)

Nebenwirkungen, die häufig (1 bis ≤10 %) beobachtet wurden (Auszug):
Abdominalschmerzen, Agitation, Appetitlosigkeit, Ataxie, Benommenheit, Depression, Diarrhoe, Diplopie, Dyspepsie, Ekzem, emotionale Labilität / Stimmungsschwankungen, Erbrechen, Exanthem, Feindseligkeit / Aggression, Gewichtsverlust, Gewichtszunahme, Insomnie,  Juckreiz, Konvulsion, Kopfschmerzen, Myalgie, nauseale Amnesie, Nervosität / Reizbarkeit, Persönlichkeitsstörung, Thrombozytopenie, Tremor, vermehrter Husten, Schwindel